# VV Fortuna in het seizoen 1961/62
Het seizoen 1961/1962 was het zevende jaar in het bestaan van de Vlaardingense betaaldvoetbalclub Fortuna. De club kwam uit in de Eerste divisie A en eindigde daarin op de eerste plaats, de dubbele wedstrijd voor het algehele kampioenschap en daarbij de promotie naar de Eredivisie tegen Heracles werd met 1–0 verloren.. Tevens deed de club mee aan het toernooi om de KNVB beker, hierin werd in de tweede ronde verloren van Excelsior (0–1).

## Wedstrijdstatistieken

### Eerste divisie A
|       | AGOVV | Alkmaar '54 | BVV   | D.F.C. | DHC   | Eindhoven | Go Ahead | 't Gooi | Haarlem | Helmond | KFC   | Leeuwarden | Sittardia | Stormvogels | SVV   | Veendam | Vitesse |
| ----- | ----- | ----------- | ----- | ------ | ----- | --------- | -------- | ------- | ------- | ------- | ----- | ---------- | --------- | ----------- | ----- | ------- | ------- |
| Thuis | 2 – 2 | 1 – 0       | 1 – 0 | 0 – 0  | 2 – 0 | 2 – 0     | 1 – 0    | 5 – 3   | 8 – 2   | 6 – 0   | 5 – 1 | 1 – 1      | 5 – 2     | 6 – 1       | 1 – 0 | 1 – 0   | 4 – 1   |
| Uit   | 0 – 3 | 3 – 1       | 2 – 2 | 3 – 3  | 1 – 1 | 3 – 0     | 1 – 2    | 2 – 2   | 2 – 3   | 1 – 1   | 2 – 1 | 1 – 3      | 4 – 2     | 1 – 1       | 4 – 2 | 1 – 2   | 5 – 2   |

### Kampioenswedstrijd
| 1e wedstrijd                                                                                 | Fortuna            | 0 – 0         | Heracles |
| 3 juni 1962 Plaats: Vlaardingen Floreslaan Toeschouwers: 14.500 Scheidsrechter: Piet Roomer  |                    |               |          |
| 2e wedstrijd                                                                                 | Heracles           | 1 – 0 (1 – 0) | Fortuna  |
| 11 juni 1962 Plaats: Almelo Bornsestraat Toeschouwers: 22.000 Scheidsrechter: André La Croix | Hennie van Nee 10' |               |          |

### KNVB beker
| 2e ronde                                   | Excelsior                     | 1 – 0 (0 – 0) | Fortuna |
| 31 maart 1962 Plaats: Rotterdam Woudestein | Frans van der Burg 65' (pen.) |               |         |

## Statistieken Fortuna 1961/1962

### Eindstand Fortuna in de Nederlandse Eerste divisie A 1961 / 1962
| Stand | Gespeeld | Gewonnen | Gelijk | Verloren | Punten | Doelpunten voor | Doelpunten tegen |
| ----- | -------- | -------- | ------ | -------- | ------ | --------------- | ---------------- |
| 1e    | 34       | 19       | 9      | 6        | 47     | 82              | 49               |

### Topscorers
| #                 | Naam             | Goal |
| ----------------- | ---------------- | ---- |
| 1.                | Jan Bouman       | 34   |
| 2.                | Ed Verweel       | 24   |
| 3.                | Jan van den Berg | 10   |
| 4.                | René Hagenaars   | 9    |
| 5.                | Lajos Tamás      | 4    |
| Onbekend doelpunt |                  |      |
| –                 | Onbekend         | 1    |
| Totaal            | Totaal           | 82   |

| #      | Naam        | Goal |
| ------ | ----------- | ---- |
| –      | Geen speler | 0    |
| Totaal | Totaal      | 0    |

| #      | Naam        | Goal |
| ------ | ----------- | ---- |
| –      | Geen speler | 0    |
| Totaal | Totaal      | 0    |